# Флойд Мейвезер — Конор Макгрегор
Флойд Мейвезер — Конор Макгрегор (англ. Floyd Mayweather Jr. vs. Conor McGregor), також відомий як «Грошовий бій» (англ. The Money Fight) — професійний боксерський поєдинок між непереможним одинадцятиразовим чемпіоном світу з боксу у п'яти вагових категоріях Флойдом Мейвезером, та бійцем змішаного стилю, поточним Чемпіоном UFC у легкій вазі Конором Макгрегором. Мейвезер здобув перемогу технічним нокаутом (TKO) у 10-му раунді.
Бій відбувся 26 серпня 2017 року на T-Mobile Arena у Парадайзі (Невада, США).
У пресі бій отримав звання «найдорожчий бій в історії», оскільки організатори заробили на ньому 600 млн дол., а гонорари склали 100 млн і 30 млн дол. відповідно переможця і переможеному.

## Напередодні
Бійці погодилися боксувати у жорстких 8-унцевих рукавичках.

### Зважування
Обидва бійця вклалися у ліміт першої середньої вагової категорії — 69,9 кг.
Результати зважування: Флойд Майвезер — 67,8 кг, Конор Макгрегор — 69,4 кг.

## Бій
Конор не накинувся на суперника з початком бою, як припускали багато вболівальників, а почав обережно боксувати — і досить непогано, як для дебютанта рингу. Флойд мало працював ногами і не йшов, а часто застоювався по кутах та перечікував.
Мейвезер не карав суперника за численні помилки у захисті — виставлену вперед незахищену голову, опущені руки після удару та багато інших, частіше за все просто спостерігаючи за діями ірландця і відбиваючись поодинокими ударами.
Тактичне протистояння продовжувалося близько п'яти раундів, після чого Мейвезер почав працювати агресивніше. Пішли влучні удари. Конор працював другим номером, при цьому непогано боксував як на дебютанта.
В удари ніхто не вкладався, але довга дистанція очікувано втомила Макгрегора.
Вибухи Конора, як на старті 9-го раунду, тримали глядачів у напрузі, але серйозної загрози Мейвезеру не несли. Втома Конора на цей час стала помітною: під кінець раунду Флойд панував у ринзі і робив що заманеться.
У середині 10-го раунду сталася зупинка: після якої Флойд почав тиснути та кілька разів влучив. Конора почало хитати. Мейвезер продовжував і незабаром рефері дав відмашку. Результат бою - поразка ірландця технічним нокаутом у десятому раунді.

## Після бою
Як і очікувалося, після бою від «ненависті» один до одного не залишилось ані сліду. Мейвезер та МакГрегор на прес-конференції після бою обіймалися, виглядали задоволеними та висловлювали повагу один одному.
Офіційно оголошені гонорари за бій (без врахування рекламних контрактів та відсотків з продажів PPV та квитків):
- Флойд Мейвезер — $100 000 000
- Конор Макгрегор — $30 000 000[1].